# Sleep Train Arena
Sleep Train Arena és un pavelló localitzat a Sacramento, Califòrnia. És el pavelló on els Sacramento Kings de l'NBA i les Sacramento Monarchs de la WNBA juguen els seus partits de bàsquet com a locals. El pavelló és conegut pel seu caràcter sorollós cosa que fa que sigui una pista molt difícil pels equips visitants. La capacitat de l'estadi és de 17.317 pel bàsquet amb 30 suites de luxe i 412 seients de club. El pavelló està construït al nord dels afores de la ciutat, tenint un cost de 40 milions de dòlars, el cost més baix de qualsevol pavelló de l'NBA. És el tercer complex més petit de la lliga; només el KeyArena dels Seattle SuperSonics amb 17.072 localitats i l'Amway Arena dels Orlando Magic amb 17.248 són més petits.
Hi havia un altre pavelló esportiu amb el mateix nom, conegut com l'Original ARCO Arena (1985-1988), on els Kings van jugar els seus partits com a locals durant tres temporades (1985 a 1988) després del moviment de la ciutat de Kansas City (Missouri) a Sacramento. Tenia una capacitat de 10.333 espectadors.Després de jugar a l'anomenat Original ARCO Arena, aquesta versió va ser acabada el 1988, amb un cost de 40 milions de dòlars.
L'ARCO Arena ha allotjat en quatre ocasions el torneig de la NCAA en primera i segona rondes (1994, 1998, 2002 i 2007). El 1993 i 1994, es van jugar en el pavelló partits d'exhibició i partits neutrals de la NHL. També va allotjar el Ultimate Fighting Championship's UFC 65 el 18 de novembre del 2006 i també si fa espectacles del World Wrestling Entertainment.
El patrocinador del pavelló, l'empresa d'energia ARCO, ha tingut el patrocini corporatiu des de l'obertura, sent anunciada el 2007 una extensió dels drets del nomenament d'ARCO Arena.

## Curiositats
- El pavelló va entrar al Guinness World Records com l'estadi indoor més sorollós en arribar als 130 decibelis el 8 de novembre del 2006.
- Hi ha una cançó anomenada "Arco Arena" en l'àlbum Comfort Eagle de la banda originària de Sacramento Cake.

## Galeria

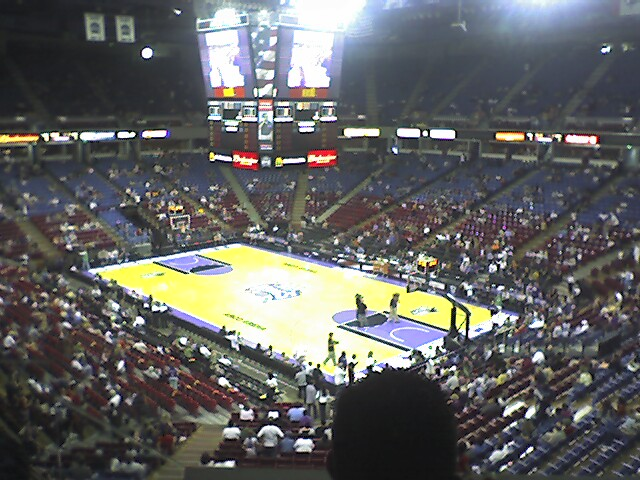
Partit dels Kings
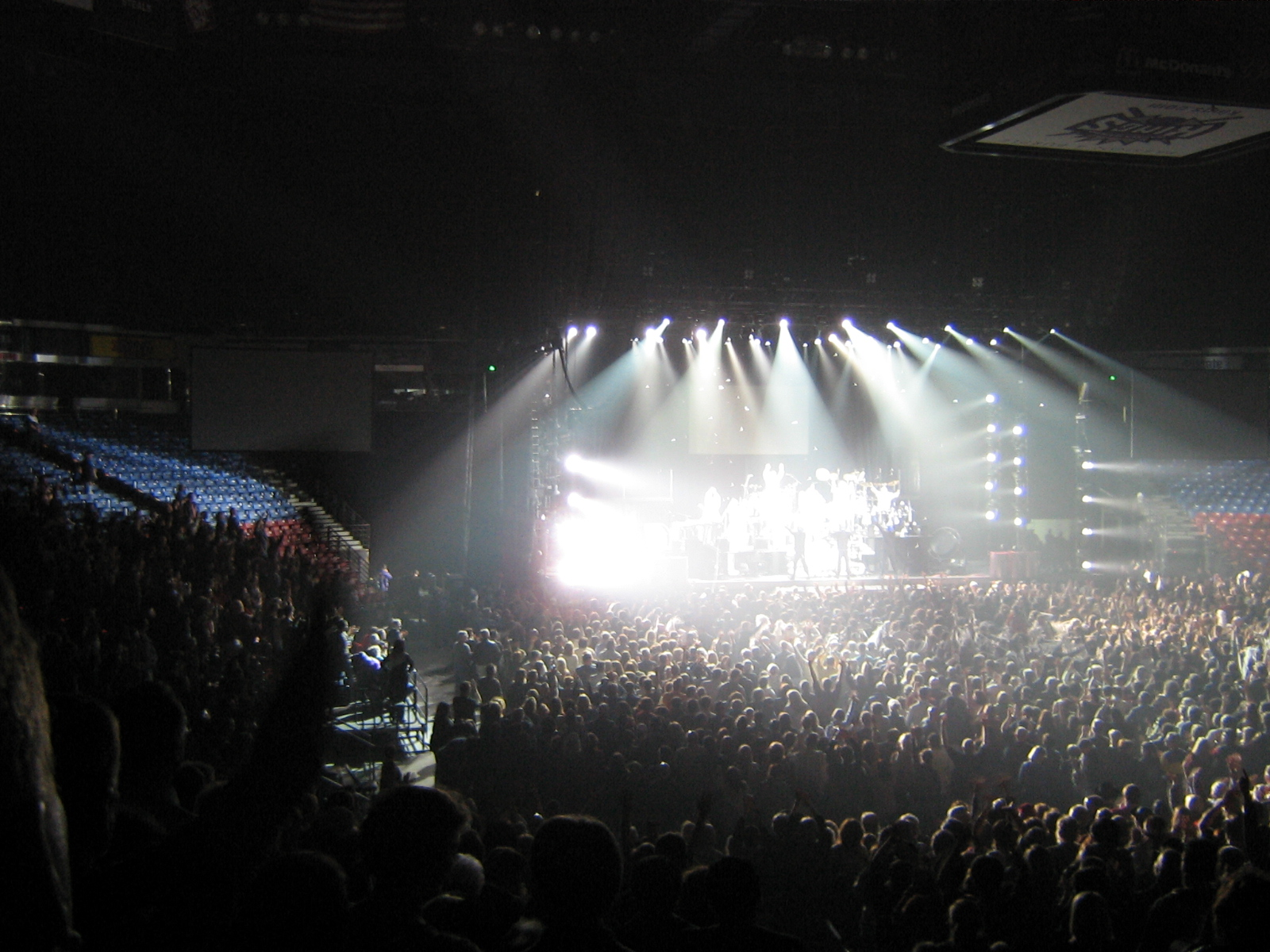
Concert